# 全日
全日（日语：／ zennichi, zenjitsu */?）為日本電視業界用語，指每日6:00～24:00的播出時段。全日的收視率，是判斷一個電視台活力與否的重要指標。
同類詞語還有晚間時段、非晚間時段與黃金時間。